# Wetterwand
Die Wetterwand ist ein über 1840 m hoher Berg auf Südgeorgien im Südatlantik. Er ragt zwischen dem Ross- und den Spenceley-Gletscher am nördlichen Ende der Salvesen Range auf.
Die Benennung nahmen Teilnehmer der von Carl Schrader geführten deutschen Expedition nach Südgeorgien im Zuge des Ersten Internationalen Polarjahres (1882–1883) vor. Der South Georgia Survey nahm zwischen 1951 und 1952 Vermessungen vor. Im englischen Sprachraum ist der Berg unter dem Namen The Shiverer (deutsch Der vor Kälte Erbebende) und Smoky Wall (deutsch Verrauchte Wand) bekannt.